# 帕米尔鸦葱
帕米尔鸦葱（学名：Scorzonera pamirica）是菊科鸦葱属的植物，其种加词“pamirica”意为“帕米尔的”。中国特有植物。分布于中国大陆的新疆等地，生长于海拔3,370米的地区，多生长于平原，目前尚未由人工引种栽培。